# Elecciones generales de Bangladés de 2018
La elección general de Bangladés se realizó el 30 de diciembre de 2018 eligieron a los miembros de Jatiya Sangsad, el parlamento de Bangladés. La primera ministra Sheikh Hasina fue reelegida para un cuarto mandato no consecutivo. 
La presencia de mujeres en el parlamento después de estas elecciones es del 20,63 por ciento, ocupando 72 de los 349 escaños y situando en julio de 2019 a Bangladés en el puesto 99 en relación con el número de mujeres en los parlamentos nacionales.

## Antecedentes
Las elecciones generales previas, que tuvieron lugar en 2014, fueron boicoteadas por el principal partido de la oposición, el Partido Nacionalista de Bangladés dirigido por la ex primera ministra Khaleda Zia. Como resultado, la Liga Awami dirigida por la primera ministra Sheikh Hasina ganó un aplastante derrumbe, con sus candidatos declarados vencedores en 127 de los 154 asientos no disputados por defecto. De los asientos no disputados restantes, el Partido Jatiya dirigido por Rowshan Ershad ganó 20, el JSD ganó tres, el Partido de los Trabajadores ganó dos y el Partido Jatiya (Manju) ganó uno.
Como resultado de la violencia y el boicot de la oposición, la participación electoral fue solo del 22%.

## Cronograma
El comisionado jefe de elecciones, KM Nurul Huda, anunció inicialmente el 23 de diciembre de 2018 como fecha de las elecciones generales. Según el cronograma, la última fecha para presentar los documentos de nominación de candidatos fue el 19 de noviembre y la última fecha para el retiro de candidatos fue el 29 de noviembre.
Después del alboroto público, la comisión reprogramó la fecha de las elecciones para el 30 de diciembre de 2018, siendo el 9 de diciembre la última fecha para el retiro de candidatos.